# ムタッキル・ヌスク
ムタッキル・ヌスク（Mutakkil Nusku、在位:紀元前1133年）は中アッシリア王国時代のアッシリアの王。
アッシュル・ダン1世の息子として生まれた。父王の死後、兄弟のニヌルタ・トゥクルティ・アッシュルと王座を巡って争った。先に王位についたのはバビロニア（バビロン第4王朝:イシン第2王朝）の王イティ・マルドゥク・バラトゥの支持を受けたニヌルタ・トゥクルティ・アッシュルであったが、同じ年のうちに彼を破ってアッシリア王位を手に入れた。しかし、この争いの中でアッシリアはバビロニアの影響下に置かれることとなった。彼自身も王位を獲得して間もなく死亡し、息子のアッシュル・レシュ・イシ1世が王位を継いだ。